# Lavajo
Se denominan lavajos a las lagunas o charcas de la comarca de La Moraña, en el norte de la provincia de Ávila y oeste de Segovia. Se trata de lagunas endorreicas, habitualmente estacionarias, que se pueden secar en verano. No obstante, algunas pueden mantener agua todo el año. Sobre el terreno se demuestra el origen endorreico, su mayor o menor nivel se corresponde con el mayor o menor nivel de precipitaciones, pero su origen es subterráneo.
Similar es el término bodón, más frecuente en la zona de Olmedo. El diccionario de la R.A.E. recoge ambos términos sin ahondar mucho en sus definiciones. Menciona el origen pluvial de los lavajos y dice que raramente se secan. Habla de la temporalidad de los bodones, que aparecen en invierno y se secan en verano. Ambos términos pueden usarse como sinónimos y dan nombre a una misma realidad morfológica y geográfica.

## Características
Los lavajos son poco profundos debido a la propia orografía del terreno. Hasta el siglo XIX eran generalmente numerosos en las comarcas referenciadas, pero diversos aspectos como el que les ha atribuido la condición de insalubres debido a las enfermedades que podían transmitir los numerosos mosquitos que ellas se desarrollaban, propició que muchos de ellos se desecaran alrededor de 1880, de este modo se conseguía también ganar tierras de labor.
Las que se mantienen son referente para la fauna avícola de la Comarca, y las más importantes se encuentran catalogadas por la Junta de Castilla y León con régimen de protección. Dependiendo de sus características, desarrollan distintos tipos de microorganismos que sirven de alimento para distintas especies, o bien sirven como zonas de nidificación de distintas aves.